# Puchar Świata w Zapasach 2018
Zawody Pucharu Świata w 2018 roku
- w stylu klasycznym mężczyzn rywalizowano pomiędzy 1-2 grudnia w Teheranie w Iranie,
- w stylu wolnym mężczyzn zawody rozegrano w dniach 7-8 kwietnia w Iowa City w USA,
- a kobiety walczyły w dniach 17 i 18 marca w Takasaki w Japonii.

## w stylu wolnym rywalizowano w dniach 7 – 8 kwietnia wIowa CitywUSA
| Poz. | Państwo           |
| ---- | ----------------- |
|      | Stany Zjednoczone |
|      | Azerbejdżan       |
|      | Japonia           |
| 4.   | Kuba              |
| 5.   | Gruzja            |
| 6.   | Mongolia          |
| 7.   | Kazachstan        |
| 8.   | Indie             |

## w stylu wolnym kobiet rywalizowano w dniach 17 – 18 marca wTakasakiwJaponii
| Poz. | Państwo           |
| ---- | ----------------- |
|      | Japonia           |
|      | Chiny             |
|      | Mongolia          |
| 4.   | Stany Zjednoczone |
| 5.   | Kanada            |
| 6.   | Białoruś          |
| 7.   | Rumunia           |
| 8.   | Szwecja           |